# Scott Grimes
Scott Grimes, född 9 juli 1971 i Lowell, Massachusetts, är en amerikansk skådespelare och musiker. Han är mest känd som doktor Archie Morris i tv-serien Cityakuten. Han är också Gordon Malloy i tv-serien The Orville. Scott har även medverkat i Band of Brothers som TSgt. Donald Malarkey samt gör rösten till Steve Smith i American Dad. Han var också med i Robin Hood som Will Scarlet. Han har varit gift med skådespelerskan Adrianne Palicki.

## Filmografi i urval

### Filmer
- 2010 – Robin Hood - Will Scarlet
- 2007 – Throwing Stars - Mark
- 1999 – Mystery, Alaska - 'Birdie' Burns

### TV-Serier
- 2005-idag - American Dad - Steve Smith (Röst)
- 2003-2009 - Cityakuten - Dr. Archie Morris (112 avsnitt)
- 2001 - Band of Brothers - TSgt. Donald Malarkey (10 avsnitt)
- 1994-2000 - Ensamma hemma - Will McCorkle (70 avsnitt)
- 1996-1997 - Goode Behavior - Garth (22 avsnitt)
- 1986-1987 - Together We Stand - Jack Randall (19 avsnitt)